# هارولد بکر
هارولد بکر (انگلیسی: Harold Becker؛ زادهٔ ۲۵ سپتامبر ۱۹۲۸) یک کارگردان اهل ایالات متحده آمریکا است.